# Saint-Léonard, Gers
Saint-Léonard är en kommun i departementet Gers i regionen Occitanien i sydvästra Frankrike. Kommunen ligger i kantonen Saint-Clar som tillhör arrondissementet Condom. År 2022 hade Saint-Léonard 185 invånare.

## Befolkningsutveckling
Antalet invånare i kommunen Saint-Léonard
Referens:INSEE